# Ampula rectală
Ampula rectală (Ampulla recti) este porțiunea inferioară tubulară dilatată a rectului, situată în concavitatea sacrului, imediat deasupra sfincterului anal, ea se continuă distal cu canalul anal. Rectul are două porțiuni: una pelviană, mai lungă și mai largă, care este numită ampula rectului; alta perineală, îngustă și mai scurtă, numită canalul anal. Ampula rectală servește la depozitarea materiilor fecale între defecații, înainte de expulzarea lor prin canalul anal. Rectul este foarte extensibil în porțiunea sa ampulară. Relieful interior al ampulei rectale prezintă o serie de plici longitudinale pasagere, care există doar la rectul în stare de vacuitate și care dispar la rectul destins; pe lângă acestea, relieful interior al ampulei rectale are și câteva plici rectale transversale permanente, destul de înalte. Ampula rectală este de origine endodermală și provine din porțiunea dorsală a cloacei.